# Paros
Die griechische Insel Paros (griechisch Πάρος (f. sg.)) liegt im Zentrum der Kykladen. Zusammen mit zahlreichen kleinen unbewohnten Felseninseln bildet sie eine Gemeinde in der Region Südliche Ägäis. Auf der Insel lebten im Jahr 2011 13.715 Einwohner (Parier), davon 4326 im Hauptort Parikia und 2468 in Naoussa (2011).

## Geographie
Die 196,755 km² große Insel gehört zur Inselgruppe der Kykladen und liegt westlich von Naxos. Unmittelbar südwestlich von Paros liegt die ebenfalls bewohnte Insel Andiparos. Zusammen mit den zahlreichen kleinen Inseln, die hauptsächlich südwestlich bis nördlich vorgelagert sind, bildet Paros eine Gemeinde (griechisch δήμος, Dimos) in der Präfektur Kykladen. In der Mitte von Paros erheben sich zwei Hauptgipfel: der 771 m hohe Profitis Ilias (in den Karten meist Agii Pandes genannt), an dessen Nordseite sich unweit des Klosters Agios Minas die Lagerstätte des kostbaren Marmors befand, und südlich davon der etwas niedrigere Stroumboulas.
Paros ist eine beliebte Ferieninsel. Es gibt einen kleinen Regionalflughafen, der durch Olympic Air mit Athen verbunden wird. Im Sommer 2016 wurde der Flughafen deutlich ausgebaut.

## Verwaltungsgliederung
Die Insel Paros war nach der Staatsgründung Griechenlands von 1835 an zunächst in die vier Gemeinden Paros, Naoussa, Yria und Marpissa untergliedert. Nachdem in den folgenden Jahren mehrfach Gebietskorrekturen durchgeführt worden waren, folgte 1912 die Herabstufung aller Gemeinden zu Landgemeinden und Yria wurde nach seinem Verwaltungssitz Lefkes umbenannt. Erneute Gebietskorrekturen führten 1926 zur Gründung der Landgemeinden Kostos und Archilochos; Marpissa wurde zugleich in Tsipidos umbenannt. Mit der Neugründung der Landgemeinde Angeria 1928 stieg ihre Zahl auf sieben an. Die Landgemeinde Paros erhielt 1986 den Status einer Gemeinde. Durch die Gebietsreform nach dem Kapodistrias-Programm im Jahr 1997 wurden die Gemeinden der Insel zur Gemeinde Paros fusioniert. Die bisherigen Gemeinden blieben als Gemeindebezirke erhalten. Seit der Verwaltungsreform 2010 erhielten sie entsprechend ihrer Einwohnerzahl den Status Stadtbezirk oder Ortsgemeinschaft.
| Stadtbezirk Ortsgemeinschaft | griechischer Name          | Code     | Fläche (km²) | Einwohner 2001 | Einwohner 2011 | Dörfer und Inseln |
| ---------------------------- | -------------------------- | -------- | ------------ | -------------- | -------------- | --- |
| Paros                        | Δημοτική Κοινότητα Πάρου   | 68010001 | 58,673       | 5812           | 6058           | Parikia, Agios Spyridon, Agios Charalambos, Vounia, Voutakos, Glysidia, Elitas, Kakapetra, Kalami, Kamares, Kambos, Koukoumavles, Krotiri, Moni Christou Dasous, Parasporos, Pounda, Sarakiniko, Sotires, Chorioudaki                                 |
| Angeria                      | Τοπική Κοινότητα Αγκαιριάς | 68010002 | 33,092       | 0981           | 1118           | Angeria, Agios Ioannis, Trypitis, Alyki, Aneratza, Voutakos, Glarobouta, Kamari, Makria Myti, Mikronisi, Moni Agion Theodoron, Panderonisi, Tigani |
| Archilochos                  | Τοπική Κοινότητα Αρχιλόχου | 68010003 | 13,652       | 0910           | 1066           | Agios Nikolaos, Glyfades, Marmara, Molos, Prodromos, Tsoukalia |
| Kostos                       | Τοπική Κοινότητα Κώστου    | 68010004 | 14,342       | 0374           | 0427           | Kostos, Isterni, Marathi |
| Lefkes                       | Τοπική Κοινότητα Λευκών    | 68010005 | 30,088       | 0765           | 0857           | Lefkes, Aspro Chorio, Vounia, Glyfa, Langada |
| Marpissa                     | Τοπική Κοινότητα Μαρπήσσης | 68010006 | 17,898       | 0984           | 1065           | Marpissa, Dryonisi, Dryos, Makronisi, Piso Livadi, Pyrgaki, Tzanes, Tourlos, Tsoukalas, Chrysi Akti |
| Naousa                       | Δημοτική Κοινότητα Ναούσης | 68010007 | 30,691       | 3027           | 3124           | Naousa, Agia Kali, Agios Andreas, Agios Artemios, Ambelas, Gaidouronisi, Galiatsos, Evriokastro, Kamares, Kolymbithres, Langeri, Livadia, Mavronisi, Moni Agiou Andoniou, Moni Longovardas, Xifara, Protornia, Tetartonisi, Troulos, Filidi, Finisses |
| Gesamt                       | Gesamt                     | 6801     | 198,436      | 12.853         | 13.715         | |

## Geschichte
Auf Saliagos, einer kleinen, unbewohnten Insel zwischen Paros und Andiparos, wurde eine der ältesten Siedlung der Kykladen aus der Jungsteinzeit gefunden.
Erste Siedlungsspuren auf Paros selbst stammen aus der Bronzezeit. Nach dem Gräberfeld von Kampos wurde eine Kulturstufe der Kykladenkultur benannt. Christos Tsountas veröffentlichte 1898 seine Grabungsergebnisse der Siedlung Pyrgos beim gleichnamigen Gräberfeld; sie wird der Kastri-Kultur des 24. bis 21. Jahrhundert v. Chr. zugeordnet. In mittelkykladischer Zeit zwischen 2000 und 1600 v. Chr. war der Fundort Phrourion eine frühe städtische Siedlung. Er liegt heute in der Altstadt von Parikia und ist überbaut, so dass bisher nur ein Ausschnitt von 14 m × 19 m erforscht werden konnte. Er zeigte ein Straßenraster, das mit anderen Siedlungen der Zeit in Phylakopi auf Milos oder Agia Irini auf Kea vergleichbar ist. Im frühen 12. Jahrhundert v. Chr. wurde unter dem kulturellen Einfluss des mykenischen Festlands die befestigte Siedlung von Koukounaries gegründet, die jedoch bereits nach einigen Jahrzehnten durch Feindeinwirkung zerstört wurde. Nach einer Siedlungslücke wurde sie von der ersten Hälfte des 11. Jahrhunderts v. Chr. an noch einmal für einige Zeit bewohnt und dann aufgegeben.

### Antike
Die Insel soll der Legende nach von Lelegern, ab etwa 1100 v. Chr. von Ioniern bewohnt worden sein. Die Einwohner gelangten durch Handel und Schifffahrt früh zu Wohlstand und Ansehen und errichteten ab 684 v. Chr. einen Inselstaat auf Thasos. Im 4. Jahrhundert v. Chr. gründeten sie in der Adria Pharos.
Zur Zeit des ionischen Aufstandes standen die Einwohner von Paros unter der Hegemonie der Naxier, wurden dann wieder selbständig und verteidigten sich 489 v. Chr. mit Erfolg gegen Miltiades. Die Parier mussten nach den Perserkriegen aber Athens Oberherrschaft anerkennen. Paros war eine der bedeutendsten Inseln des attischen Seebundes. Ihre Einwohner mussten den höchsten Tribut, dreißig Talente, zahlen.
Nach Alexander dem Großen kam die Insel unter ägyptische Herrschaft, dann wieder an Athen und schließlich an die Römer. Im 4. Jahrhundert n. Chr. bestand auf Paros ein Bistum, das dem Metropoliten von Rhodos unterstand.

### Mittelalter
Im 9. und 10. Jahrhundert verödete die Insel zunehmend, was vor allem auf die Raubzüge der Sarazenen in der Ägäis zurückzuführen war. Zu dieser Zeit lebte die aus Lesbos entführte Theoktiste auf der Insel, wo sie als deren Schutzheilige große Verehrung fand. 1207 wurde es ein Teil des Herzogtums Archipelagos. 1416 wurde von Herzog Jacopo I. Crispo ein massiver türkischer Angriff abgewehrt. Sein Nachfolger Giovanni II. besetzte Paros und versuchte, es aus dem Herzogtum herauszulösen, musste aber nach mehrjährigem Streit mit Maria Sanudo, einer Tochter des Herzogs von Naxos, auf Befehl Venedigs die Insel räumen. In der Folge kam Paros als Mitgift an das Haus Sommariva. Der osmanische Sultan Bayezid II. ließ die Insel erneut angreifen; auch dies war erfolglos. Paros fiel 1518 an die Schwester des kinderlos gestorbenen Crusino II., die sie 1520 an ihren Sohn Nicolo II. aus dem Haus der Venier abtrat. 1531, als auch Nicolo starb, ohne einen Thronfolger zu hinterlassen, gelangte Paros an seinen Schwager Bernardo Sagredo, der die Insel erst nach jahrelangem Streit von Venedig zuerkannt erhielt. Bereits ein Jahr später, 1537, musste sich Sagredo nach kurzer Gegenwehr den Truppen des türkischen Admirals Khair ad-Din Barbarossa unterwerfen und die Insel räumen. Sie wurde brutal geplündert; die Einwohner wurden entweder in die Sklaverei verkauft oder in die übrigen Teile des Osmanischen Reiches umgesiedelt. Die neuen Herrscher erlaubten bald danach die Neubesiedlung der Insel und erteilten sogar Privilegien, Kirchen zu erneuern und Klöster zu bauen, so beispielsweise das Kloster Christou Dasous, südlich von Parikia.

### Neuzeit
Allmählich entglitt den Osmanen die Kontrolle über die Insel; sie wurde zum Schlupfwinkel für verschiedene Abenteurer und für eine kurze Zeit zur Operationsbasis von Piraten. Am 10. Juli 1651 wurden die Osmanen bei Paros zur See von den Venezianern unter Lazzaro Mocenigo geschlagen. Von 1770 bis 1774 während des russisch-türkischen Krieges wurde die Insel von russischen Truppen besetzt. Die Bevölkerung der Insel beteiligte sich aktiv am griechischen Freiheitskampf und kam 1830 endgültig an Griechenland. Die berühmte griechische Freiheitskämpferin Manto Mavrogenous stammte von der Insel.
Nach der Besetzung Griechenlands durch die deutsche Wehrmacht im Zweiten Weltkrieg war der Flugplatz von Paros für die Besatzer als Stützpunkt für den Nachschub der Truppen auf Kreta wichtig. Nach einem Kommandounternehmen des griechischen Widerstandes gegen Einrichtungen des Militärflugplatzes wurde am 21. Mai 1944 der 23 Jahre alte Nikolas Stellas im Dorf Marpissa öffentlich durch den Strang hingerichtet. Für ihn wurde in Marpissa nach dem Abzug der Okkupanten im Herbst 1944 ein Denkmal errichtet.
Als Vergeltungsmaßnahme für den Tod zweier deutscher Soldaten sollten ferner 125 männliche griechische Geiseln erschossen werden. Der deutsche Insel-Kommandant Georg Graf von Merenberg ließ sich jedoch vom Abt des Klosters Longovardas, Philotheos Zervakos, in einem langen Gespräch überreden, die Geiseln leben zu lassen. Im Gegenzug stellte der griechische Widerstand seine Partisanenaktionen gegen die deutschen Besatzer ein.
Im September 2000 sank die Fähre Express Samina vor der Insel.

## Kultur und Sehenswürdigkeiten
In Parikia, dem Hauptort der Insel, steht eine der schönsten Kirchen Griechenlands, die Panagia Ekatontapyliani („die mit den hundert Pforten“). Nach der Überlieferung wurde sie während der Regierungszeit des byzantinischen Kaisers Justinian I. von Isidoros, einem der Architekten der Hagia Sofia, erbaut. Eine Besonderheit stellt das Taufbecken aus Marmor im ehemaligen Baptisterium dar. In dem komplexen Kirchenraum befinden sich kleine Kapellen, die den beiden Heiligen Kosmas und Damianos und der Lokalheiligen der Insel, der heiligen Theoktisti, gewidmet worden sind.
Schon im Altertum war die Insel wegen ihres weißen Marmors (Parischer Marmor) berühmt. Literarisch bezeugt sind mehrere Bildhauer, die entweder auf der Insel gelebt haben oder von hier stammen sollen, darunter Skopas, einer der bedeutendsten Vertreter der Spätklassik und Agorakritos, ein Schüler des berühmten Phidias.
In den Jahren von 1898 bis 1900 forschte auf der Insel der deutsche Altertumswissenschaftler Otto Rubensohn. Dabei grub er unter anderem die Überreste der Heiligtümer des Asklepios und des Pythischen Apollon südwestlich von Parikia aus.
In der Nähe befindet sich ein über die Kykladen hinaus bekanntes Schmetterlingstal (Κοιλάδα των Πεταλούδων), wo Zehntausende von Faltern der Familie Bärenspinner hausen.

## Religion
Auf der Insel befinden sich sehr viele Klöster, die ihrem Charakter nach meist kleine Familienstiftungen waren. Daneben befand sich für eine gewisse Zeitspanne auch ein Jesuiten- und Kapuzinerkloster. Die Mehrzahl der Klöster steht heute leer, lediglich fünf sind noch von Mönchen oder Nonnen bewohnt. Die bekanntesten sind Longovardia in der Nähe von Naoussa, gegründet 1638, und das Frauenkloster Christou Dasous, das 1792 von der Familie Mavrogenous gestiftet wurde und südwestlich des Hauptortes der Insel Parikia liegt.
Die Panagia Ekatontapyliani ist ein byzantinischer Kirchenkomplex in Parikia auf Paros. Die Ekatontapyliani ist ein wichtiger Ort der Marienwallfahrt in der Ägäis, an zweiter Stelle nach der berühmten Wallfahrtsbasilika auf der nahe gelegenen Insel Tinos.
Neben der römisch-katholischen Antoniuskirche (griechisch Ενορία Αγίου Αντωνίου) in Parikia befindet sich auf Paros auch die Georgskapelle (griechisch Ναός Αγίου Γεωργίου) in Naoussa.

## Persönlichkeiten
- Archilochos (um 680 v. Chr.–um 645 v. Chr.), griechischer Dichter
- Athanasios Parios (1722–1813), Theologe und Lehrer, seit 1995 Heiliger der Griechisch-orthodoxen Kirche
- Giannis Parios (1946-), griechischer Sänger

## Vermischtes

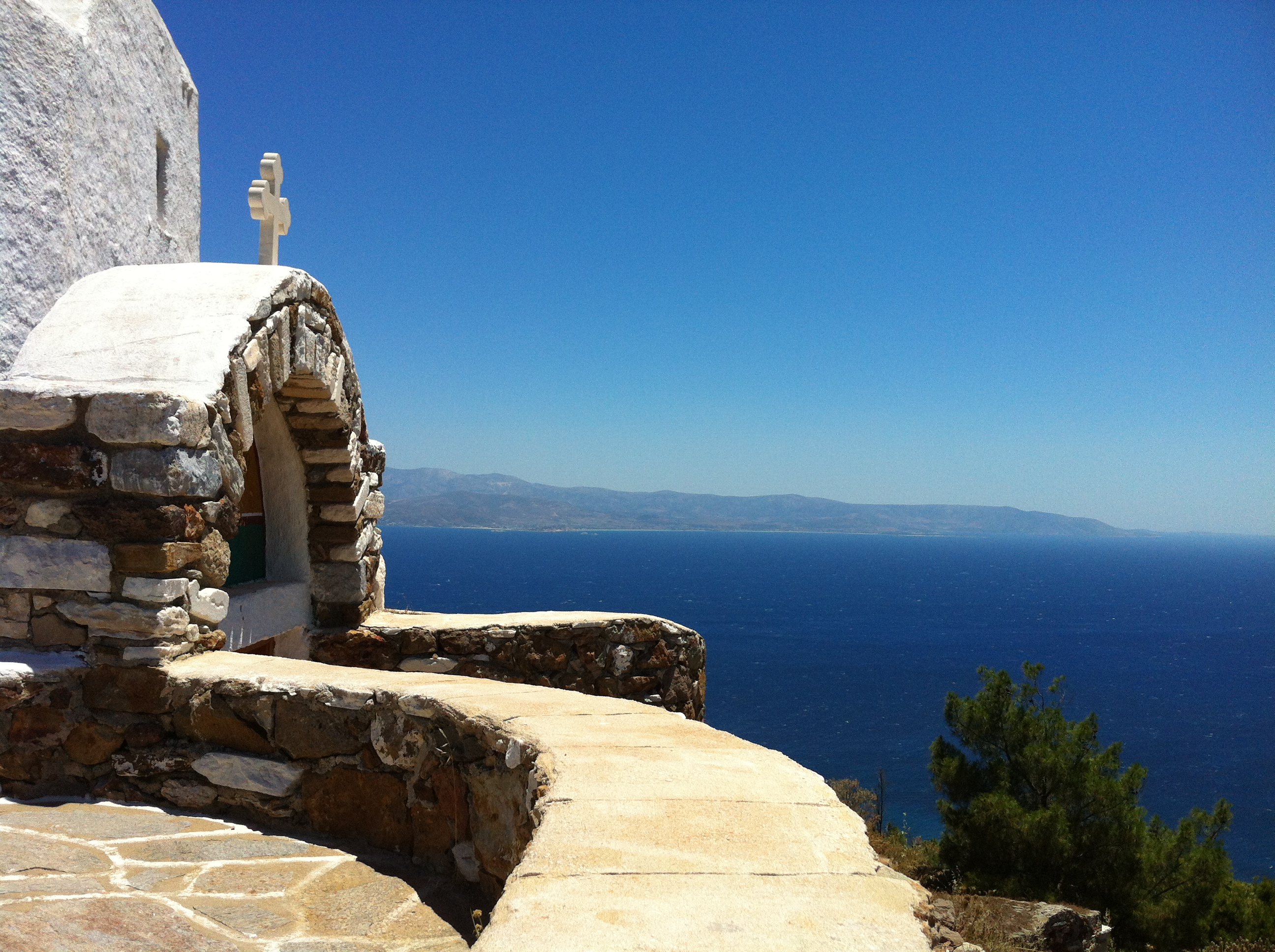
Agios Antonios

Bei Marpissa in der Nähe des heute nicht mehr bewohnten Klosters Agios Antonios erheben sich die Ruinen einer ehemaligen venezianischen Festung, wo im Herbst 1537 eine junge Adlige italienischer Herkunft, Cecilia Venieri, in die Hände des türkischen Eroberers Barbarossa fiel. Sie wurde später unter dem Namen Nurbanu als Frau des osmanischen Sultans Selim II. und einflussreiche Beraterin ihres Sohnes Murat III. bekannt.
Das Gebiet Petaloudes, ca. 7 km südwestlich von Parikia nahe dem Kloster Moni Christou Dasous gelegen, ist unter dem Namen Nisos Paros Petaloudes als Natura 2000 Schutzgebiet GR4220016 ausgewiesen. Es ist mit Kermeseichen und Phönizschem Wacholder bewachsen und beherbergt Schmetterlinge.